# León Febres Cordero

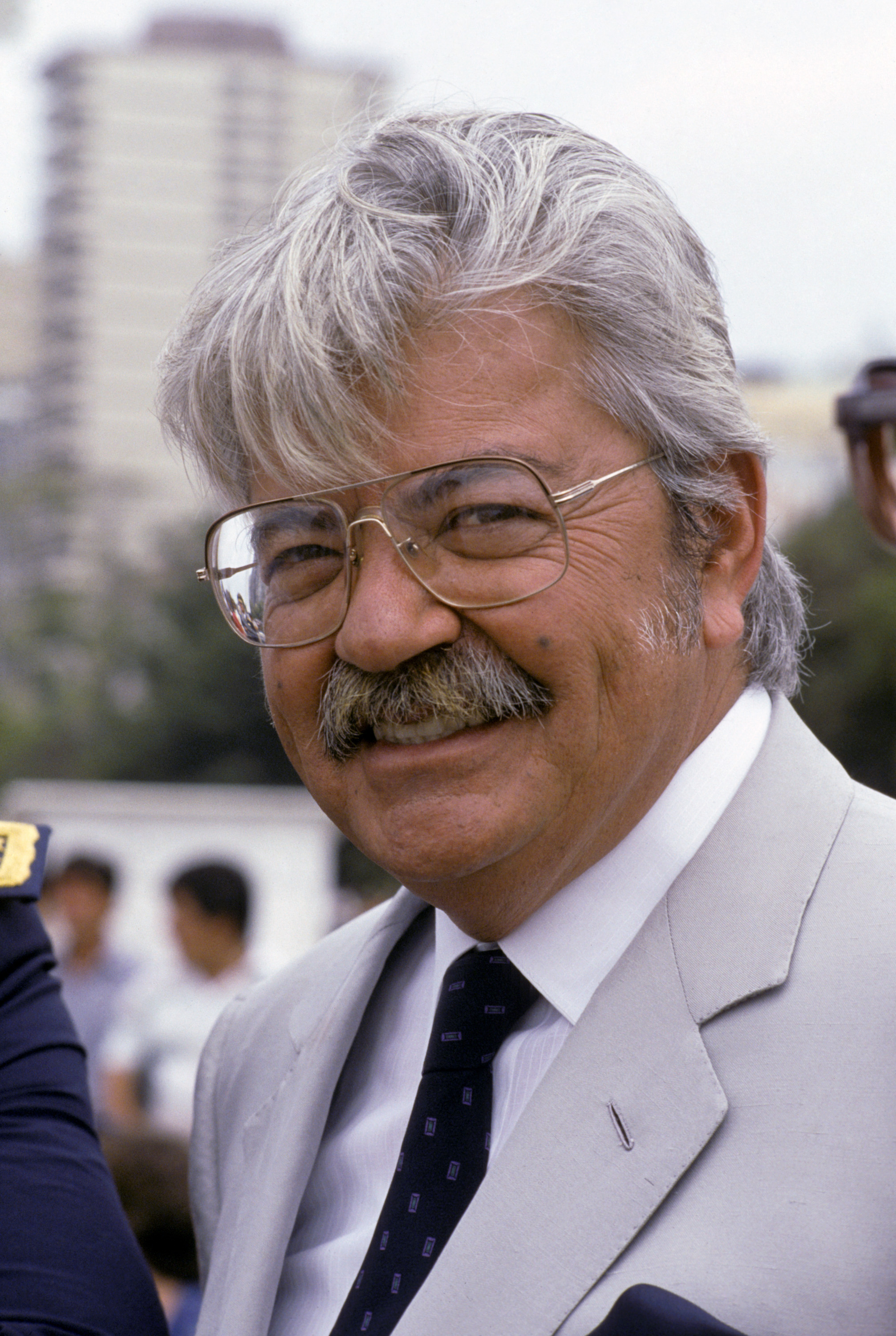
León Febres Cordero (1985)

León Febres Cordero Rivadeneira (auch Febres-Cordero und Rivadeneyra; * 9. März 1931 in Guayaquil; † 15. Dezember 2008 ebenda) war ein ecuadorianischer Maschinenbauingenieur, Manager und Politiker. Er war zwischen 1984 und 1988 Präsident seines Landes und war für Jahrzehnte führender Kopf seiner Partei, des Partido Social Cristiano.

## Leben

### Herkunft, Ausbildung, Privates
Febres Cordero wurde in der Hafen- und Handelsstadt Guayaquil geboren. Er war Nachfahre einer einflussreichen Familie, aus der auch General León de Febres-Cordero y Oberto (1797–1872) stammte, ein im heutigen Venezuela geborener Führer der Unabhängigkeitsbewegung in Guayaquil. Auch der von Papst Johannes Paul II. 1984 heiliggesprochene Ordensbruder Francisco Febres Cordero (Hermano Miguel; 1854–1910) gehörte zur Familie Febres Cordero, da er Enkel eines Cousins von Febres Cordero y Oberto war. Die Dichterin Rosa Borja (1889–1964) war eine Cousine des Vaters von León Febres Cordero. Febres Corderos Vater Agustín Febres Cordero Tyler war Manager des Unternehmens Sociedad Agrícola e Industrial San Carlos, das dem seinerzeit reichsten Mann Ecuadors, Juan Xavier Marcos, gehörte.
Febres Cordero besuchte eine Schule der Salesianer Don Boscos in seiner Heimatstadt und anschließend in den USA die nicht mehr existierende Charlotte Hall Military Academy und die Mercersburg Academy. Danach studierte er am Stevens Institute of Technology (in Hoboken, New Jersey). 1953 erhielt er mit Auszeichnung seinen Abschluss als Maschinenbauingenieur (Mechanical Engineer). Er begann weiterführende Studien und eine Promotion in Maschinenbau- und Elektroingenieurwesen an einer Forschungs- und Lehreinrichtung, die von der Firma Westinghouse in Kooperation mit der University of Pennsylvania unterhalten wurde. Die Promotion schloss er seinerzeit nicht ab. Der Doktorgrad wurde ihm dennoch Jahrzehnte später, als er Präsident Ecuadors war, von der University of Pennsylvania verliehen.
Febres Cordero war in erster Ehe mit María Eugenia Cordovéz Pontón verheiratet, mit der er vier Töchter bekam. Cordovéz Pontón ist eine Cousine von Sixto Durán Ballén. In zweiter Ehe war er bis zu seinem Tod mit Cruz María Massuh verheiratet, mit der er keine Kinder hatte.
Durch eine Lungenkrebserkrankung verschlechterte sich Febres Corderos Gesundheitszustand im Jahr 2008 deutlich. Kurz nach einer letzten Behandlung in Tampa starb er am 15. Dezember 2008 an einem Lungenemphysem als Folge seiner Erkrankung in einem Krankenhaus seiner Heimatstadt. Bereits im März 2005 war ihm an seinem Zweitwohnsitz in Miami sein rechtes Auge infolge einer Glaukom-Infektion entfernt worden.

### Geschäftsmann
Nach seinem Studium kehrte Febres Cordero 1953 nach Ecuador zurück und arbeitete zunächst für die größte Brauerei Ecuadors, Compañía de Cervezas Nacionales, und danach für den nationalen Energieerzeuger Emelec. Später war er einer der führenden Manager im Industriebereich der Unternehmensgruppe des Bananenmagnaten Luis Noboa Naranjo, unter anderem als Geschäftsführer der Industrial Molinera.
Er war Vorsitzender und führendes Mitglied der Industrie- und Handelskammern und Arbeitgeberverbände in Guayaquil bzw. der Provinz Guayas sowie Vorsitzender des Industrieverbandes Asociación de Industriales Latinoamericanos.

### Politiker
Febres Cordero wurde 1966 in die verfassunggebende Versammlung bestimmt, die Otto Arosemena zum Präsidenten wählte und 1967 eine neue Verfassung verabschiedete. Von 1967 bis 1970 war er als Senator Mitglied des Oberhauses des ecuadorianischen Parlaments und Vorsitzender von dessen Wirtschafts- und Finanzkommission. Von 1970 bis 1984 gehörte er der Cámara Nacional de Representantes an, die später als Nationalkongress zum frei gewählten Parlament wurde.
1978 trat er dem Partido Social Cristiano bei und wurde bald zu dessen politischem Führer. Er machte die ursprünglich an der christlichen Soziallehre orientierte Partei zu einer marktliberalen Partei, in der er selbst für einen technokratischen, betriebswirtschaftlich orientierten Politikstil stand.
Von 1984 bis 1988 war er Präsident Ecuadors. 1992 und 1996 wurde er zum Bürgermeister von Guayaquil gewählt, ein Amt, das er bis zum Jahr 2000 innehatte. Er begann mit dem Projekt „Malecón 2000“ vor allem für touristische Zwecke die Rehabilitierung des historischen Stadtzentrums um den ehemaligen Hafendamm. Unter seiner Ägide erholte sich das wirtschaftliche und touristische Ansehen Guayaquils, das unter chaotischen Amtszeiten von dessen Vorgängern vom Partido Roldosista Ecuatoriano, darunter Abdalá Bucaram, das Image einer dreckigen und unsicheren Industriestadt gewonnen hatte. Die Wiederbelebung des Ansehens Guayaquils bewirkte nebenbei auch eine deutliche Steigerung des Ansehens Febres Corderos, der zu einer Art „Stadtvater“ wurde, und die Festigung Guayaquils als Hochburg des Partido Social Cristiano. Febres Corderos Nachfolger Jaime Nebot setzt die Politik der „urbanen Regeneration“ in diesem Sinne fort.
2002 und erneut 2006 wurde Febres Cordero für die Provinz Guayas in das ecuadorianische Parlament gewählt. Anfang 2007 verzichtete er aus gesundheitlichen Gründen auf seinen Sitz im Nationalkongress.
Febres Cordero galt lange als einflussreichster Politiker Ecuadors, da der von ihm geführte PSC seit dem Ende der Militärdiktatur 1979 immer eine der wichtigsten Parteien im Nationalkongress war. Da in Ecuador Posten in Justiz und öffentlicher Verwaltung traditionell stark nach politischen Gesichtspunkten besetzt werden und seit 1979 die Präsidenten mit Ausnahme von Rodrigo Borja immer mit einer Oppositionsmehrheit unter starker Beteiligung des PSC im Nationalkongress konfrontiert waren oder eine Regierungskoalition mit dem PSC bildeten, konnte Febres Cordero über politische Pakte viele Schlüsselpositionen im Staatsapparat mit seinen Vertrauten besetzt sehen. Sein politischer Einfluss ging in den vergangenen Jahren sowohl innerhalb seiner Partei als auch im Land zurück, wurde aber weiterhin als bedeutend angesehen.
Während seines gesamten politischen Lebens war Febres Cordero ein Politiker, der polarisierte. Dies lag insbesondere an seiner Rhetorik, die nicht davor zurückschreckte, politische Gegner mit unvorteilhaften Vergleichen und Kraftausdrücken zu belegen. Dadurch wurde er zuletzt weniger für seine aktuelle Parlamentsarbeit als seiner Kommentare zum politischen Tagesgeschäft wegen wahrgenommen, die er regelmäßig Radio-, Fernseh- und Zeitungsreportern mitteilte.
Im Mai 2007 schuf die Regierung Correa eine „Wahrheitskommission“ zur Untersuchung von Menschenrechtsverletzungen in der Vergangenheit, vor allem während der Regierung Febres Corderos. Febres Cordero antwortete darauf, es habe während seiner Regierung wie in aller Welt und in allen Zeiten Menschenrechtsverletzungen gegeben, aber diese seien bereits aufgearbeitet und die neue Untersuchungskommission nicht geeignet, dem weiteres hinzuzufügen. Die Kommission ist noch immer aktiv.

### Präsidentschaft

#### Wahlkampf
Febres Cordero und das von ihm geführte Wahlbündnis „Front des Nationalen Wiederaufbaus“ – bestehend aus dem PSC, der Liberalen und der Konservativen Partei, der Coalición Institucionalista Demócrata, dem Partido Nacionalista Revolucionario und Anhängern des verstorbenen José María Velasco Ibarra – führten einen polemischen Wahlkampf, der sich vor allem gegen den amtierenden Präsidenten Osvaldo Hurtado und dessen als „etatistisch“ gebrandmarkte Politik richtete. Er bezog sich vor allem darauf, dass während der Militärjuntas der 1970er Jahre und besonders unter Hurtados Vorgänger Jaime Roldós mit Geld aus Erdöleinnahmen der Staatsapparat und klientelistische sozialpolitische Maßnahmen ausgedehnt worden waren, was die Staatsquote stark hatte anwachsen lassen. Hurtado, der zuvor Vizepräsident unter Roldos gewesen war, hatte sich zwar bemüht, die Politik ein Stück weit zu revidieren, es war jedoch nicht gelungen, die Auswirkungen seit 1982 rapide gesunkener Erdölpreise zu kompensieren, die in einem Land, das unter der „holländischen Krankheit“ litt, zu Wirtschaftskrise, Arbeitslosigkeit, unausgelasteten Industriekapazitäten und einem wachsenden Defizit des Staatshaushaltes führten. Febres Cordero und seine Wahlkoalition versprachen in diesem Zusammenhang eine deutliche Verkleinerung des Staatsapparats und marktliberale wirtschaftspolitische Reformen nach dem Vorbild Ronald Reagans und Margaret Thatchers. Besonders Febres Cordero diffamierte seine politischen Gegner im Wahlkampf auch persönlich.

#### Erste Phase der Präsidentschaft (1984–1986)
Nach dem Wahlsieg stützte er seine Regierung weniger auf die Parteien des Wahlbündnisses als auf seinen Herkunftskreis, die Bankmanager und Geschäftsleute Guayaquils. In den ersten beiden Jahren seiner Präsidentschaft (Mitte 1984 bis Mitte 86) setzte er die angekündigten neoliberalen Reformen zum Teil um: Zölle wurden gesenkt und Importkontingente erhöht, die Finanzmärkte zum Teil liberalisiert und staatliche Preissetzung und Subventionen vieler Güter abgeschafft oder reduziert. Febres Cordero unternahm den Versuch, Bürokratie abzubauen und die Staatsausgaben zu reduzieren. Ihm gelang es, verstärkt internationales Kapital nach Ecuador zu holen, allerdings vor allem in der Erdölprospektion, während die Erschließung der Erdölfelder und die Förderung weiterhin dem Staatsunternehmen Corporación Estatal Petrolera Ecuatoriana (heute Petroecuador) vorbehalten blieb. Ein zentraler Bestandteil neoliberaler Wirtschaftspolitik, eine umfassende Steuerreform, wurde während der gesamten Präsidentschaft jedoch weder formuliert noch umgesetzt. Ebenso wurde die Aufgabe des festen offiziellen Wechselkurses für den Sucre erst 1986 umgesetzt. Dennoch sank in dieser ersten Phase die Arbeitslosigkeit, die Wirtschaft wuchs, die Inflation verringerte sich, die nationale Ersparnis nahm deutlich zu und der Staatshaushalt konnte ausgeglichen werden.
Ein von Febres Cordero betontes Politikfeld war neben der Wirtschaftspolitik die Bekämpfung des Terrorismus in Ecuador, insbesondere der Ende 1984 entstandenen Gruppe Alfaro Vive, ¡Carajo!, die im August 1985 den Bankier Nahím Isaías entführt hatte. Der Präsident selbst leitete die Operation der ecuadorianischen Armee zur Befreiung von Isaías, bei der – unter nicht völlig geklärten Umständen – Entführer und Geisel getötet wurden. Er sieht sich deshalb noch immer Anklagen wegen Menschenrechtsverletzungen bei der Terrorbekämpfung ausgesetzt.

#### Zweite Phase der Präsidentschaft (1986–1988)
Die zweite Phase der Präsidentschaft (Mitte 1986 bis Mitte 1988) war von zahlreichen Rückschlägen gekennzeichnet: Am 1. Juni 1986 erreichte eine Volksbefragung über von Febres Cordero vorgeschlagene Verfassungsreformen, die ihm größere Handlungsfreiheit gegeben hätten, keine Mehrheit. Febres Corderos Popularität war bereits zuvor deutlich gesunken, da die Reformen der Vorperiode zwar Verbesserungen der wirtschaftlichen Lage, nicht jedoch einen versprochenen Boom gebracht hatten. Zudem hatten sich viele Reformen, etwa die Kürzung von Subventionen für Produkte des täglichen Bedarfs und die Abschaffung von Preisfestsetzungen, vor allem auf das verfügbare Einkommen unterer Schichten kurzfristig negativ ausgewirkt. Zu den Nutznießern gehörten hingegen in erster Linie Produzenten in den im Inneren liberalisierten Bereichen (über steigende Preise) und exportierende Branchen wie die Rosen- und die Garnelenzucht. Politisch sah sich Febres Cordero einer Opposition gegenüber, die im Nationalkongress in der Mehrheit war, und die auch aufgrund der polemischen Äußerungen des Präsidenten gegen die Führer der Democracia Popular (Hurtado), der Izquierda Democrática (Borja) und des Partido Roldosista (Bucaram) kaum zu politischen Kompromissen geneigt war.
Die internationalen Rohölpreise fielen 1986 drastisch. Zusätzlich negativ auf die wirtschaftliche, politische und soziale Lage wirkte sich ein schweres Erdbeben am 5. März 1987 aus, dessen Epizentrum in der Provinz Napo, etwa 75 km nordöstlich von Quito, lag. Es forderte etwa 1.000 Todesopfer und hinterließ große Zerstörungen; unter anderem wurde das Oleoducto Trans-Ecuatoriano, die einzige Pipeline von den Fördergebieten im Amazonasbecken zum Exporthafen an der Küste, zerstört, so dass Erdölexporte monatelang nicht möglich waren.
Zwei Monate zuvor, am 16. Januar 1987, hatten Einheiten der nationalen Luftwaffe Febres Cordero auf dem Stützpunkt in Taura (bei Guayaquil) gefangen genommen. Sie forderten die Freilassung von Frank Vargas Pazzos, des Oberbefehlshabers der Fuerza Aérea Ecuatoriana, der im März 1986 einen kurzlebigen Aufstand auf dem Stützpunkt in Manta angeführt hatte und vom Kongress Ende 1986 amnestiert worden war, was Febres Cordero jedoch nicht anerkannt hatte. Die Entführer bedrohten den Präsidenten mit seiner Ermordung; dieser willigte binnen weniger Stunden in ihre Forderungen ein und wurde noch am selben Tag freigelassen. Der Kongress forderte daraufhin erfolglos den Rücktritt des Präsidenten.
Febres Cordero schwenkte in dieser zweiten Phase in seiner Politik zu populistischen Maßnahmen um und erhöhte deutlich die staatliche Bautätigkeit, erhöhte Stromsubventionen, ließ Lohnerhöhungen zu bzw. dekretierte Erhöhungen des Mindestlohns und verstärkte die zuvor gelockerten und zum Teil abgeschafften staatlichen Preiskontrollen. Gleichzeitig verweigerte er aber die Unterschrift unter ähnliche Beschlüsse, wenn diese vom Parlament unter Führung der Sozialdemokraten ausgearbeitet worden waren. Seine marktliberalen Berater und Teile der organisierten Unternehmerschaft distanzierten sich von der Politik des Präsidenten. Zum Ende seiner Regierungszeit war die Inflationsrate in Ecuador wieder deutlich gestiegen und der Staatshaushalt befand sich im Defizit. Febres Corderos Nachfolger, der Sozialdemokrat Rodrigo Borja, war gezwungen, den von Febres Cordero unterbrochenen Reformkurs wieder aufzunehmen.